# St.-Georg-Kapelle (Melsungen)

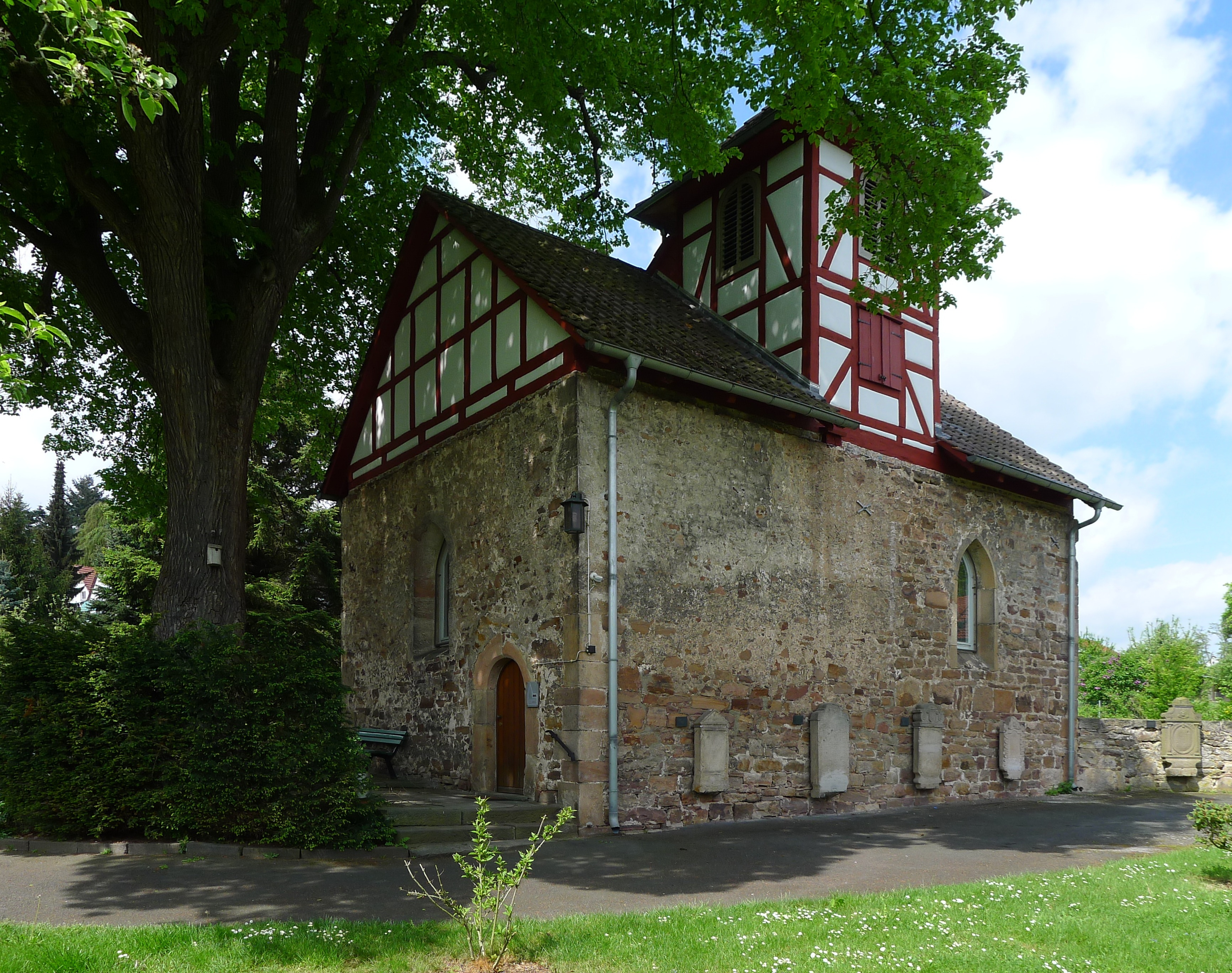
St.-Georg-Kapelle in Melsungen

Die evangelische Kapelle St. Georg ist ein denkmalgeschütztes Kirchengebäude in der Hospitalstraße 18 der Kleinstadt Melsungen im Schwalm-Eder-Kreis in Hessen. Sie wird von der Kirchengemeinde der Stadtkirche Melsungen betreut, die zum  Kirchenkreis Schwalm-Eder im Sprengel Marburg der Evangelischen Kirche von Kurhessen-Waldeck gehört.

## Beschreibung
Die 1303 erstmals urkundlich erwähnte mittelalterliche Kapelle aus Bruchsteinen auf rechteckigem Grundriss ist der ehemalige leicht eingezogene Chor einer romanischen, mit einem Satteldach bedeckten Saalkirche. Die Grundmauern des Kirchenschiffs der Fachwerkkirche wurden 1981 ausgegraben. Das kleine Bogenfenster in der Nordwand und das gotische Fenster im Osten sind erhalten. An der Südseite wurde am Anfang des 16. Jahrhunderts ein Portal zu einem Nebenraum eingefügt. In der ersten Hälfte des 19. Jahrhunderts wurde das mit einem Pyramidendach bedeckte Türmchen aus Holzfachwerk gebaut, das den Glockenstuhl beherbergt.
In den Jahren 1967/68 wurde die Kapelle von Grund auf renoviert und dient heute wieder als Kirche.